# Secar de la Real
El Secar de la Real (en catalán Es Secar de la Real) es un barrio residencial Distrito Norte de Palma de Mallorca, Islas Baleares (España). Está formado por grupos de casas, algunas de ellas aisladas en un amplio territorio junto con nuevas urbanizaciones y parques. En el barrio están situados el Monasterio de la Real y Son Espases Vell, donde el gobierno balear construyó el nuevo hospital de referencia para la comunidad balear, un proyecto que contó con la oposición de los vecinos de la zona y de diversas asociaciones.
Limita con los barrios de Son Anglada, Son Espanyol, Son Sardina, La Indiotería y Cas Capiscol.

## Transporte
En autobús queda conectado mediante las siguientes líneas de la EMT
| Línea | Trayecto                             | Recorrido | Frecuencia |
| ----- | ------------------------------------ | --------- | ---------- |
| 9     | Puerta de San Antonio - Son Espanyol | Recorrido | 60 minutos |
| 11    | Vía Sindicato - La Indiotería        | Recorrido | 20 minutos |
| 16    | Son Fuster - Establiments            | Recorrido | 15 minutos |
| 19    | Puerta des Camp - Parc Bit           | Recorrido | 12 minutos |
| 20    | Portopí - Parc Bit                   | Recorrido | 22 minutos |